# Vasilios Koutsianikoulis
Vasilios Koutsianikoulis (Grieks: Βασίλης Κουτσιανικούλης) (Larissa, 9 augustus 1988) is een Griekse voetballer die uitkomt voor PAOK Saloniki. Hij is een vleugelaanvaller die zowel op rechts als op links uit de voeten kan.

## Clubs

### Iraklis Chalkis
Koutsianikoulis' carrière begon bij Iraklis Chalkis, waar Nikos Nioplias, coach van het Griekse voetbalelftal onder 19 jaar, hem voor het eerst zag spelen en uitnodigde voor zijn team.

### Ergotelis
Nog voor het Onder 19-toernooi tekende hij een contract bij Ergotelis, ondanks de interesse van OFI Kreta. Koutsianikoulis was in april 2007 naar Iraklion gereisd voor een proefstage onder toenmalige OFI Kreta-trainer Reiner Maurer in een oefenwedstrijd tegen Ergotelis. Ondanks zijn goede optreden maakte de Duitste coach geen snelle beslissing en zodoende had Ergotelis de kans om hem vast te leggen. Tijdens het Super League seizoen 2007/2008 kwam hij tot 12 optredens (waarvan 10 als invaller). In 126 maakte hij geen doelpunten.
Tijdens het seizoen 2008/2009 werd hij basisspeler. Hij maakte indruk in de met 3-0 gewonnen wedstrijd tegen Aris Saloniki, met een assist die vergeleken werd met een assist van Lionel Messi. Daarna scoorde hij twee keer en gaf een assist in de wedstrijd tegen Panathinaikos en scoorde hij tegen de later kampioen Olympiakos Piraeus. Zijn prestaties bewogen Otto Rehhagel tot een oproep voor het nationale elftal.

### PAOK Saloniki
Op 22 mei 2009 kwamen Ergotelis en PAOK tot een overeenkomst over een transfer per de zomer van 2009. Koutsianikoulis tekende een contract voor vier jaar bij de club uit Thessaloniki. PAOK betaalde 1,2 miljoen euro en had de keus tussen om twee spelers bij de deal te betrekken of een bedrag van 400.000 euro extra en een vriendschappelijk duel tegen Ergotelis.

## Nationaal team
Nikos Nioplias, coach van Griekse elftal onder 19 was onder de indruk van zijn kwaliteiten en nam hem op in zijn selectie voor het Europees kampioenschap voetbal onder 19 in 2007. Koutsianikoulis speelde een helft tegen Spanje in de groepsfase en in de finale opnieuw tegen Spanje (1-0 nederlaag).
Koutsianikoulis werd voor het eerst opgeroepen voor het Grieks nationaal team voor de oefeninterland tegen Italië, maar hij speelde niet.